# Kate Wilson-Smith
Kate Wilson-Smith (* 9. Januar 1979 in Adelaide) ist eine australische Badmintonspielerin. 

## Karriere
Kate Wilson-Smith nahm 2004 an Olympia teil. Sie startete dabei im Mixed mit Travis Denney und im Damendoppel mit Jane Crabtree und unterlag beide Male in der ersten Runde. 2003 hatte sie bereits die South Africa International gewonnen. Bei der Ozeanienmeisterschaft 2006 gewannen sie Silber und Bronze. 

## Sportliche Erfolge
| Saison | Veranstaltung                     | Disziplin   | Platz | Name                                |
| ------ | --------------------------------- | ----------- | ----- | ----------------------------------- |
| 1998   | Auckland International            | Damendoppel | 3     | Michaela Smith / Kate Wilson-Smith  |
| 1999   | Auckland International            | Damendoppel | 3     | Rayoni Head / Kate Wilson-Smith     |
| 2000   | Auckland International            | Damendoppel | 2     | Rayoni Head / Kate Wilson-Smith     |
| 2001   | Auckland International            | Damendoppel | 2     | Rhonda Cator / Kate Wilson-Smith    |
| 2002   | Dutch International               | Mixed       | 2     | Travis Denney / Kate Wilson-Smith   |
| 2003   | South Africa International        | Mixed       | 1     | Travis Denney / Kate Wilson-Smith   |
| 2003   | Wellington International          | Mixed       | 1     | Travis Denney / Kate Wilson-Smith   |
| 2004   | Australian International          | Mixed       | 2     | Boyd Cooper / Kate Wilson-Smith     |
| 2005   | Australian International          | Mixed       | 1     | Travis Denney / Kate Wilson-Smith   |
| 2005   | Australian International          | Damendoppel | 1     | Kate Wilson-Smith / Kellie Lucas    |
| 2005   | New Zealand Open                  | Mixed       | 2     | Travis Denney / Kate Wilson-Smith   |
| 2005   | Taiwan Open                       | Damendoppel | 2     | Kate Wilson-Smith / Kellie Lucas    |
| 2006   | Australien: Einzelmeisterschaften | Damendoppel | 1     | Leanne Choo / Kate Wilson-Smith     |
| 2006   | Australien: Einzelmeisterschaften | Dameneinzel | 3     | Kate Wilson Smith                   |
| 2006   | Ozeanienmeisterschaft             | Damendoppel | 3     | Kellie Lucas / Kate Wilson-Smith    |
| 2006   | Ozeanienmeisterschaft             | Mixed       | 2     | Travis Denney / Kate Wilson-Smith   |
| 2006   | Victorian International           | Damendoppel | 2     | Kellie Lucas / Kate Wilson-Smith    |
| 2006   | Australien: Einzelmeisterschaften | Mixed       | 2     | Chad Whitehead / Kate Wilson Smith  |
| 2007   | Australien: Einzelmeisterschaften | Mixed       | 1     | Chad Whitehead / Kate Wilson-Smith  |
| 2007   | Australien: Einzelmeisterschaften | Damendoppel | 1     | Kate Wilson Smith / Margot Strehlan |
| 2007   | Australien: Einzelmeisterschaften | Dameneinzel | 2     | Kate Wilson Smith                   |
| 2007   | Victorian International           | Mixed       | 2     | Murray Hocking / Kate Wilson-Smith  |
| 2008   | New Zealand Open                  | Mixed       | 3     | John Moody / Kate Wilson-Smith      |
| 2008   | New Zealand Open                  | Damendoppel | 3     | Renuga Veeran / Kate Wilson-Smith   |
| 2008   | Australien: Einzelmeisterschaften | Mixed       | 1     | Chad Whitehead / Kate Wilson-Smith  |
| 2008   | Australien: Einzelmeisterschaften | Damendoppel | 1     | Leanne Choo / Kate Wilson-Smith     |
| 2009   | Auckland International            | Mixed       | 3     | Raj Veeran / Kate Wilson-Smith      |
| 2010   | Tahiti International              | Mixed       | 1     | Ross Smith / Kate Wilson-Smith      |
| 2010   | Tahiti International              | Damendoppel | 1     | Leanne Choo / Kate Wilson-Smith     |
| 2010   | Ozeanienmeisterschaft             | Mixed       | 1     | Glenn Warfe / Kate Wilson-Smith     |